# Shandong Odes Industry
Shandong Odes Industry Co., Ltd. — китайська компанія, яка займається обслуговуванням та реалізацією мотовсюдиходів та іншої мототехніки.
Компанія . була заснована 7 листопада 2017 року та розташована у високотехнологічній зоні міста Цзибо, провінція Шаньдун.
Підприємство виробляє власний модельний ряд квадроциклів, мотовсюдиходів, які можуть бути використані не тільки як техніка для активного відпочинку, але і як пожежно-рятувальна, прикордонна або патрульна техніка, великовузлові агрегати (двигуни та трансмісії для квадроциклів та снігоходів, які встановлюються на техніці інших виробників), снігоходи, візки для гольфу, а також різноманітні лінійки PathCross, WorkCross, TrailCross, AlpineCross, електротранспортні засоби та спеціалізовані запчастини до них і аксесуари.
У грудні 2023 року НАЗК внесло компанію «Shandong Odes Industry» до переліку міжнародних спонсорів війни. Причиною стало те, що компанія продовжила роботу на ринку Росії після російського повномасштабного вторгнення в Україну.
18 липня 2025 року потрапила в 18 пакет антиросійських санкцій ЄС.